# Пралонго (Тревизо)
Пралонго је насеље у Италији у округу Тревизо, региону Венето.
Према процени из 2011. у насељу је живело 205 становника. Насеље се налази на надморској висини од 1 м.